# علي علوان (لاعب كرة قدم عراقي)
علي منصور علوان، من مواليد 27 سبتمبر 1985 في بغداد في العراق، لاعب كرة قدم عراقي.
كان يلعب مع نادي القوة الجوية منذ عام 2005.
شارك مع المنتخب الأولمبي العراقي في مسابقة كرة القدم ضمن دورة الألعاب الآسيوية التي أقيمت في الدوحة سنة 2006، وسجل هدفين أمام منتخبي إندونيسيا وأوزبكستان.
في سنة 2007 هرب مع لاعبين آخرين هما علي عباس وعلي خضير ومساعد مدرب الأولمبي العراقي في أستراليا بعد خسارة المنتخب الأولمبي العراقي أمام نظيره الأسترالي وقدم اللجوء.